# Maxime Bally
Maxime Bally (* 22. Oktober 1986) ist ein Schweizer Bahn- und Strassenradrennfahrer.
Maxime Bally gewann 2005 die Drei Tage von Aigle gemeinsam mit Bruno Risi. Im Jahr darauf war er zusammen mit Loïc Perizzolo beim UIV Cup in Dortmund erfolgreich. 2007 gewann er mit Aleksandr Pliuşkin den UIV Cup in Stuttgart. Bei den Schweizer Bahnradmeisterschaften wurde er jeweils Zweiter im Scratch und im Madison. Ausserdem gewann er die Bronzemedaille im Madison bei den U23-Europameisterschaften in Alkmaar.

## Erfolge – Bahn
2005
- Drei Tage von Aigle (mit Bruno Risi)

2006
- UIV Cup Dortmund (mit Loïc Perizzolo)

2007
- UIV Cup Stuttgart (mit Aleksandr Pliuşkin)